# Dimalianella
Dimalianella es un género de insecto coleóptero de la familia Chrysomelidae.

## Especies
Las especies de este género son:
- Dimalianella africana (Laboissiere, 1926)
- Dimalianella kolleri (Laboissiere, 1926)
- Dimalianella megalophtalma (Laboissiere, 1926)
- Dimalianella rugicollis (Laboissiere, 1929)
- Dimalianella rugulipennis (Laboissiere, 1926)
- Dimalianella testacea (Laboissiere, 1926)
- Dimalianella violaceipennis (Laboissiere, 1940)